# Vicente Restrepo
Vicente Antonio Restrepo Maya (5. února 1837 Medellín – 5. července 1899 Bogota) byl kolumbijský spisovatel, historik, fotograf a politik.

## Životopis
Narodil se v Medellínu jako syn Marcelina Restrepa a Chiquinquiry Maya. Ve věku 14 let odcestoval studovat do Francie s bratry křesťanských škol v Passy. Odtud odešel na báňskou školu v Paříži a poté studoval hornictví v Německu. Psal do novin La Opinión de Bogotá a Boletín Oficial de Medellín.
Po návratu do Kolumbie založil se svým bratrem Pastorem technickou laboratoř pro tavení a testování zlata. Kolem roku 1860 zavedli se svým bratrem Pastorem fotografii do Antioquie a později měli zastoupení francouzských výrobců surovin pro fotografii. V roce 1870 založili pivovar. Pokusili se vyrobit skleněné nádoby v Caldas (Antioquia), aby uspokojili poptávku továrny na pivo. Zřídili laboratoř na výrobu kyseliny sírové.
V roce 1858 byla v Medellínu založena společnost „Wills y Restrepo“, ve které pracovali bratři Pastor a Vicente Restrepo Mayovi a fotografové Ricardo Wills a Miguel Gutiérrez. Tato společnost zavedla techniku mokrého kolódiového tisku, díky níž byly fotografické kopie dostupnější pomocí formátu vizitek patentovaného francouzským fotografem Disdérim. V roce 1869, po smrti Willse, přijala společnost název „Vicente y Pastor Restrepo“ a o deset let později „Restrepo, Latorre y Gaviria“ až do roku 1881, kdy se stala „Foto Gaviria“ a vedli ji Gonzalo Gaviria a Juan Nepomuceno Gutiérrez. Tyto společnosti měly také ateliéry v Bogotě a nabízely pokročilé produkty, které se odehrávaly na poli komerční fotografie.
Byl zástupcem provinčního shromáždění v roce 1865 a členem zákonodárného sboru Antioquia v roce 1871. Později se zúčastnil Národního shromáždění delegátů v roce 1886.
Během vlády Rafaela Núñeze byl tajemníkem ministra financí a a národního úvěru (1884), tajemníkem pro zahraniční věci (1886), tajemníkem pro veřejné vzdělání a ministrem financí (1888). Během vlády José María Campo Serranona a Eliseo Payána byl ministrem zahraničních věcí (1886–1887), během vlády Carlosa Holguína Mallarina byl ministrem zahraničních věcí (1888–1889), dočasným ministrem vlády (1889–1890) a opět ministrem financí (1889–1891).
V posledních letech svého života se stáhl ze všech politických aktivit a nepřijal guvernérství Antioquie. Věnoval se sociální práci a byl členem Společnosti svatého Vincenta de Paúla.

## Dílo
- Las penas de un alma (Smutky duše, 1869).[11]
- Los chibchas antes de la Conquista Española (Chibchové před španělským dobytím, 1895).[12]
- Invasiones de los bucaneros en el siglo XVII (Bukanýrské invaze v 17. století)[5]
- Estudio sobre las minas de oro y plata de Colombia (Studie o zlatých a stříbrných dolech Kolumbie, 1888).[13]
- Viajes de Lionel Wafer al Istmo de Panamá (Cesty Lionela Wafera do Panamské šíje, 1888).[14]
- Apuntes para la biografía del fundador del Nuevo Reino de Granada (Poznámky k životopisu zakladatele Nové říše Granady, 1887).[15]